# 毛集镇 (凤台县)
毛集镇，是中华人民共和国安徽省淮南市凤台县下辖的一个乡镇级行政单位。

## 行政区划
毛集镇下辖以下地区：
中心社社区、花家湖社社区、毛集社社区、河西社社区、魏庙村、梁庵村、康庙村、陆庄村、大桥村、后拐村、董岗村、山拐村、大郢村、刘岗村、胡台村、张王村、河口村、何台村和淮南毛集经济开发区。